# Clostridium botulinum
Clostridium botulinum  ist ein grampositives, stäbchenförmiges Bakterium aus der endosporenbildenden Familie der Clostridiaceae. Der Durchmesser beträgt 0,5–1,0 µm bei einer Länge von 2–10 µm. Die Sporen sind oval, in der Regel subterminal angeordnet und häufig breiter als die Mutterzelle. Obwohl es sich um ein anaerobes Bakterium handelt, ist es relativ unempfindlich gegenüber Luftsauerstoff. Erstmals isolierte es der belgische Mikrobiologe Emile van Ermengem 1897, der zunächst den Namen Bacillus botulinus vorschlug. Die Isolierung aus Wurst (lateinisch botulus) und der erstmals nachgewiesene Zusammenhang mit dem bereits bekannten Krankheitsbild Botulismus war namensgebend.
C. botulinum besteht aus verschiedenen biochemisch unterschiedlichen Gruppen, deren einzige Gemeinsamkeit die Ausbildung von Botulinumtoxin ist. Es werden verschiedene Toxine (A, B, C1, C2, D, E, F und G) gebildet, wobei nur die der Typen A, B, E und F humanpathogen sind. Die Typen C und D sind für Tiere pathogen. Für den seltenen Toxintyp G gibt es nur wenige Fallberichte beim Menschen. Einige Stämme von Clostridium butyricum und Clostridium baratii bilden jedoch auch Botulinumtoxine. Nah verwandte Clostridien, die jedoch kein Botulinumtoxin produzieren, wurden taxonomisch unter dem Namen Clostridium sporogenes eingeordnet.

## Gruppen
Da die Taxonomie ausschließlich auf der Toxinbildung basiert, gehören der Spezies Organismen mit unterschiedlichstem Stoffwechsel an, die in vier  phänotypische Gruppen unterteilt werden. Sequenzierungen der 16S rRNA und Nukleinsäurehybridisierungsreaktionen haben die vier Abstammungslinien bestätigt.
| Gruppe:                             | I                                                           | II                                                         | III                                                     | IV                                                                            |
| ----------------------------------- | ----------------------------------------------------------- | ---------------------------------------------------------- | ------------------------------------------------------- | ----------------------------------------------------------------------------- |
| Toxintyp:                           | A, B, F                                                     | B, E, F                                                    | C, D                                                    | G                                                                             |
| Proteolyse:                         | ja                                                          | nein                                                       | nein                                                    | ja                                                                            |
| Lipase:                             | ja                                                          | ja                                                         | ja                                                      | nein                                                                          |
| Fermentation:                       | Glucose, teilweise Fructose, teilweise Maltose              | Glucose, Fructose, Mannose, Maltose, Saccharose, Trehalose | Glucose, teilweise Fructose, Mannose, teilweise Maltose |                                                                               |
| Säurebildung:                       | Essigsäure, iso-Buttersäure, Buttersäure, iso-Valeriansäure | Essigsäure, Buttersäure                                    | Essigsäure, Propionsäure, Buttersäure                   | Essigsäure, iso-Buttersäure, Buttersäure, iso-Valeriansäure, Phenylessigsäure |
| Wachstumoptimum:                    | 35–40 °C                                                    | 18–25 °C                                                   | 40 °C                                                   | 37 °C                                                                         |
| Hitzeresistenz der Sporen (D-Wert): | 112 °C (1,23)                                               | 80 °C (0,6–1,25)                                           | 104 °C (0,1–0,9)                                        | 104 °C (0,8–1,12)                                                             |

## Toxin
Die sieben Toxintypen (A bis G) lassen sich serologisch durch Neutralisation mit einem Antitoxin unterscheiden. Einige Stämme bilden Gemische aus zwei Neurotoxinen.
| Typ | hauptsächlich betroffene Spezies                            | häufigstes Übertragungsvehikel                                |
| --- | ----------------------------------------------------------- | ------------------------------------------------------------- |
| A   | Mensch (auch Wund- und Säuglingsbotulismus), Hühner         | selbst gemachte Konserven mit Gemüse, Obst, Fleisch und Fisch |
| B   | Mensch (auch Wund- und Säuglingsbotulismus), Pferde, Rinder | verarbeitete Gerichte (insbesondere Schweineprodukte)         |
| Cα  | Wasservögel                                                 | verrottende Vegetation alkalischer Sümpfe, Wirbellose         |
| Cβ  | Rinder, Pferde                                              | toxische Nahrung, Aas, Schweineleber                          |
| D   | Rinder                                                      | Aas                                                           |
| E   | Mensch, Fische, Wasservögel                                 | Fisch- und andere Meeresprodukte                              |
| F   | Mensch (auch Säuglingsbotulismus)                           | Fleischprodukte                                               |
| G   | unbekannt                                                   | Boden                                                         |

Anmerkungen
1. ↑  
Stämme des Typs Cα produzieren sowohl das Neurotoxin C1 als auch das zwar toxische, aber nicht neurotoxisch wirksame C2. Letzteres ist für Mäuse, Enten und Gänse tödlich. Vögeln, denen das C2-Toxin injiziert wurde, entwickelten Stauungen und Blutungen in der Lunge, jedoch fehlten paralytische Anzeichen von Botulismus.
2. ↑  
Stämme des Typs Cβ produzieren ausschließlich C2-Toxin.

Neben den bisher sieben allgemein anerkannten „klassischen“ Typen wurden mehrere neuartige Toxin-Typen postuliert bzw. gefunden, wie etwa ein Typ H (der später als Hybrid der Typen A und F erkannt wurde), sowie ein Typ X.
Werden Clostridium-botulinum-Toxine aus dem Darm ins Blut aufgenommen, erreichen sie so die peripheren neuromuskulären Synapsen. Hier wird BTX endoneural aufgenommen und blockiert die Ausschüttung des Neurotransmitters Acetylcholin. Die Todesrate ist am höchsten für Typ A, gefolgt von Typ E und dann Typ B, was sich möglicherweise durch die Bindungsaffinität an das Nervengewebe erklären lässt.
Toxintyp A wird therapeutisch verwendet, um ungewollte Muskelspasmen und einige fokale Dystonien zu behandeln.

## Pathogenese
Die bekannteste Form ist die Lebensmittelvergiftung durch Botulinumtoxin. Der Wundbotulismus, bei dem der Erreger in abgestorbenem Gewebe wächst, ist hingegen eher selten. Beim Säuglingsbotulismus werden die Sporen aufgenommen und keimen im Darmtrakt aus, wo es zur Toxinproduktion kommt. Zunächst sind die kranialen Nerven betroffen, wodurch Sehen, Hören und Sprechen beeinträchtigt sind. Typisch ist Doppel- und verschwommene Sicht, geweitete Pupillen sowie undeutliche Aussprache. Eine verringerte Speichelproduktion sorgt für einen trockenen Mund und macht das Schlucken schmerzhaft. Später werden die motorischen Nerven gelähmt, was sich in einem allgemeinen Schwächegefühl ausdrückt. Der Tod erfolgt durch Lähmung der Atemmuskulatur oder Herzstillstand.

## Epidemiologie
Die Sporen kommen weltweit auch in Wassersedimenten und in geringer Menge auch im Gastrointestinaltrakt von Vögeln, Fischen und Säugetieren vor. In den USA ist Toxintyp A häufig, in Europa Typ B.

## Lebensmittelhygiene
In luftdicht abgeschlossenen Konserven mit Fleisch, insbesondere Würstchen, Fisch, Gemüse, Früchten oder Gewürzen können die Sporen auskeimen und Toxin produzieren. Insbesondere unzureichend erhitzte selbst eingemachte Konserven sind betroffen, da Clostridium botulinum bei Temperaturen bis 100 °C nicht zuverlässig getötet wird. Kinder unter 1 Jahr sollten keinen Honig verzehren, da Sporen enthalten sein können, die Säuglingsbotulismus auslösen können. Weitere Eintragsquellen sind Staub und Erde.
Widersprüchlich sind Studien bezüglich der Verunreinigung von  Mais(stärke)sirup mit Clostridium-botulinum-Sporen. Bei einer Untersuchung aus 1982 wurde in 1,3 % der getesteten Maisstärkesirupe ein Kontaminationsgrad von 50 Sporen je Gramm gefunden, bei einer späteren Untersuchung (1988) fanden sich keinerlei Sporen in 43 Proben von Sirupen unterschiedlicher Herkunft, 1991 keine Sporen bei 738 Proben von Maisstärkesirup oder Produkten, die diesen enthalten.
Ahornsirup kann aufgrund der Staubbelastung bei der Gewinnung und im Zuge der Weiterverarbeitung weitervermehrte Mikroorganismen enthalten, auch Clostridium botulinum.

## Diagnostik

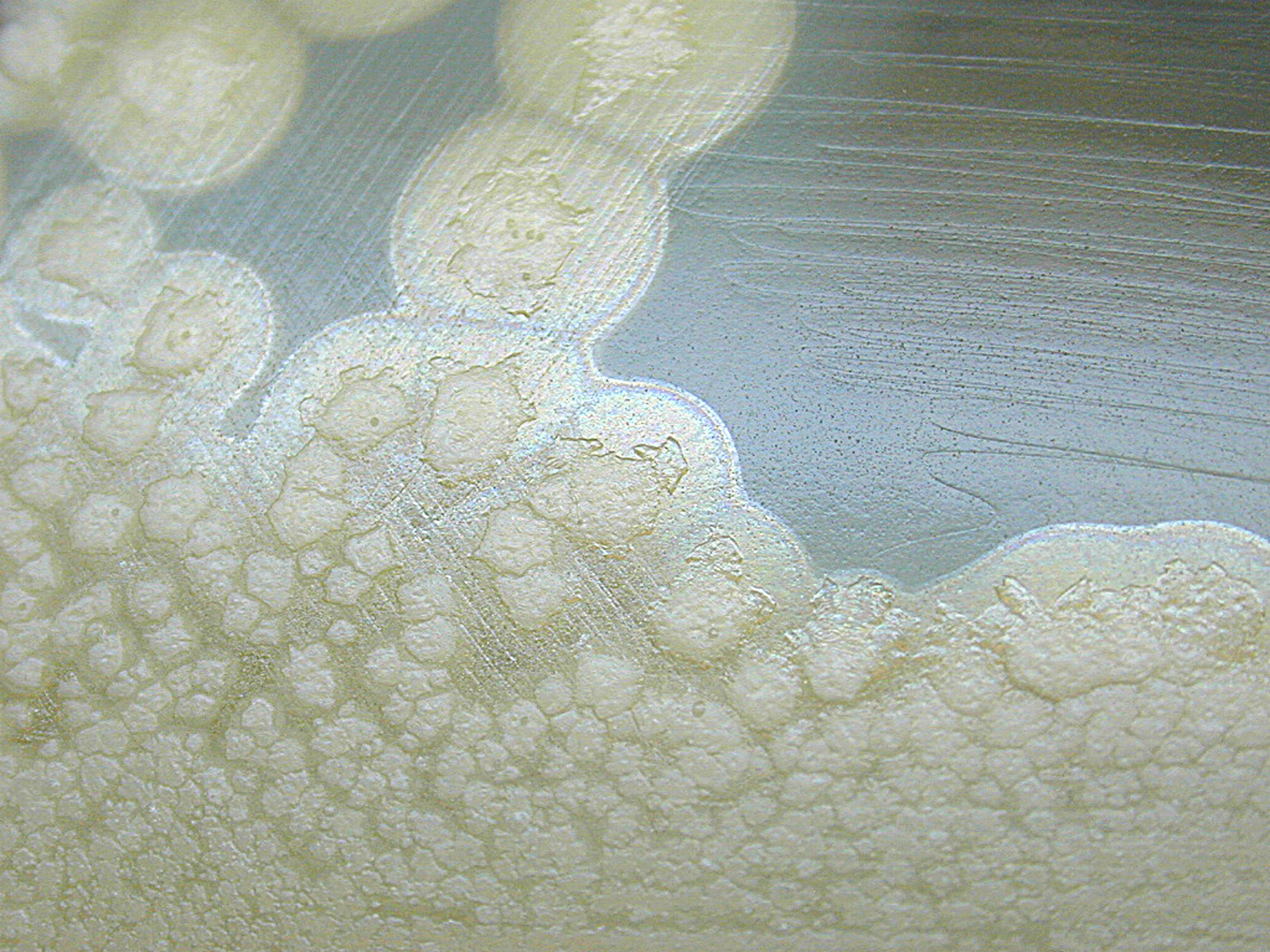
C. botulinum auf AEY-Agar mit irisierender Hofbildung (Lipase-Reaktion)

Zur Unterscheidung, ob ein proteolytischer oder nicht-proteolytischer Stamm vorliegt, kann eine Anzucht auf Kalbsleber-Eigelb-Agar oder anaeroben Eigelb-Agar (AEY) erfolgen. Die Kolonien irisieren bei schrägem Lichteinfall, sind jedoch nicht von nicht-toxischen Clostridien zu unterscheiden. Eine Anreicherung kann in Trypton-Pepton-Glucose-Hefeextrakt-Medium (TPGY) oder Kochfleischmedium (CMM) erfolgen.
Im Anschluss kann das Toxin mittels Maus-Bioassay nachgewiesen werden, wobei den Versuchstieren eine Verdünnungsreihe in das Zwerchfell injiziert wird und auf die typischen Symptome für Botulismus (Atemlähmung, Wespentaille) beobachtet werden. Zur Ermittlung des Toxintyps werden einigen Versuchstieren vorher die jeweiligen Antitoxine verabreicht. Der Maus-Bioassay stellt in Deutschland für die behördliche Lebensmittelüberwachung die Referenzmethode nach § 64 LFGB dar. Der Tierversuch ist jedoch heute in der Praxis durch moderne real time PCR der humanpathogenen Toxin-Gene (bont A, B, E, F) weitestgehend ersetzt.
Des Weiteren ist ein Amplified- und ein DIG-ELISA möglich.

## Meldepflicht
In Deutschland ist der direkte oder indirekte Nachweis des Bakteriums oder des Toxins namentlich meldepflichtig nach § 7 des Infektionsschutzgesetzes, soweit der Nachweis auf eine akute Infektion hinweist. Die Meldepflicht betrifft in erster Linie die Leitungen von Laboren (§ 8 IfSG).
In der Schweiz ist der positive und negative laboranalytische Befund zum Erreger meldepflichtig und zwar nach dem Epidemiengesetz (EpG) in Verbindung mit der Epidemienverordnung und Anhang 3 der Verordnung des EDI über die Meldung von Beobachtungen übertragbarer Krankheiten des Menschen. Diese Meldepflicht betrifft Laboratorien.